# Saison 2019-2020 de l'Ajax Amsterdam
Maillots
Chronologie
Saison précédente Saison suivante
La saison 2019-2020 est la 64e saison de l'Ajax Amsterdam consécutive en Eredivisie. Le club participe aussi au Johan Cruyff Schaal, la KNVB Cup, la Ligue des Champions et la Ligue Europa.
La pandémie de Covid-19 aux Pays-Bas a perturbé le déroulement de cette compétition.

## Préparation d'avant-saison
La saison 2019-2020 de l'Ajax Amsterdam débute officiellement le samedi 25 juin 2019.

## Transferts

### Transferts estivaux
| Nom               | Nationalité        | Poste             | Transfert             | Provenance/Destination | Division           |
| ----------------- | ------------------ | ----------------- | --------------------- | ---------------------- | ------------------ |
| Arrivées          |                    |                   |                       |                        |                    |
| Siem de Jong      | Pays-Bas           | Milieu de terrain | Retour de Prêt        | Sydney FC              | A-League           |
| Benjamin van Leer | Pays-Bas           | Gardien de but    | Retour de Prêt        | NAC Breda              | Eredivisie         |
| Răzvan Marin      | Roumanie           | Milieu de terrain | Transfert (12,5 M€)   | Standard de Liège      | Jupiler Pro League |
| Lisandro Martínez | Argentine          | Défenseur         | Transfert (7 M€)      | Defensa y Justicia     | Primera División   |
| Kik Pierie        | Pays-Bas           | Défenseur         | Transfert (5 M€)      | SC Heerenveen          | Eredivisie         |
| Kjell Scherpen    | Pays-Bas           | Gardien de But    | Transfert             | FC Emmen               | Eredivisie         |
| Quincy Promes     | Pays-Bas           | Attaquant         | Transfert (15,7 M€)   | Séville FC             | Liga Santander     |
| Edson Álvarez     | Mexique            | Défenseur         | Transfert (15 M€)     | Club América           | Liga MX            |
| Bruno Varela      | Portugal           | Gardien de but    | Prêt                  | Benfica                | Liga NOS           |
| Départs           |                    |                   |                       |                        |                    |
| Frenkie de Jong   | Pays-Bas           | Milieu de terrain | Transfert (75 M€)     | FC Barcelone           | Liga Santander     |
| Maximilian Wöber  | Autriche           | Défenseur         | Transfert (10,5 M€)   | Séville FC             | Liga Santander     |
| Daley Sinkgraven  | Pays-Bas           | Défenseur         | Transfert (5 M€)      | Bayer Leverkusen       | Bundesliga         |
| Václav Černý      | République tchèque | Attaquant         | Transfert (900 000 €) | FC Utrecht             | Eredivisie         |
| Kóstas Lámprou    | Grèce              | Gardien de but    | Transfert (Gratuit)   | Vitesse Arnhem         | Eredivisie         |
| Matthijs de Ligt  | Pays-Bas           | Défenseur         | Transfert (75 M€)     | Juventus               | Serie A            |
| Rasmus Nissen     | Danemark           | Défenseur         | Transfert (5 M€)      | Red Bull Salzbourg     | O-Bundesliga       |
| Lasse Schöne      | Danemark           | Milieu de terrain | Transfert (1,5 M€)    | Genoa                  | Serie A            |
| Kasper Dolberg    | Danemark           | Attaquant         | Transfert (20,5 M€)   | OGC Nice               | Ligue 1            |
| Dani de Wit       | Pays-Bas           | Milieu de terrain | Transfert (2 M€)      | AZ Alkmaar             | Eredivisie         |
| Mateo Cassierra   | Colombie           | Attaquant         | Transfert             | Belenenses             | Liga NOS           |
| Lisandro Magallán | Argentine          | Défenseur         | Prêt                  | Deportivo Alavés       | Liga Santander     |
| Dennis Johnsen    | Norvège            | Attaquant         | Prêt                  | PEC Zwolle             | Eredivisie         |

### Transferts hivernaux
| Nom                  | Nationalité  | Poste             | Transfert           | Provenance/Destination | Division            |
| -------------------- | ------------ | ----------------- | ------------------- | ---------------------- | ------------------- |
| Arrivées             |              |                   |                     |                        |                     |
| Ryan Babel           | Pays-Bas     | Attaquant         | Prêt                | Galatasaray SK         | Süper Lig           |
| Départs              |              |                   |                     |                        |                     |
| Luis Manuel Orejuela | Colombie     | Défenseur         | Transfert (1,35 M€) | Cruzeiro               | Brasileirão         |
| Kaj Sierhuis         | Pays-Bas     | Attaquant         | Transfert (4 M€)    | Stade de Reims         | Ligue 1             |
| Siem de Jong         | Pays-Bas     | Milieu de terrain | Transfert (Gratuit) | FC Cincinnati          | Major League Soccer |
| Noa Lang             | Pays-Bas     | Milieu de terrain | Prêt                | FC Twente              | Eredivisie          |
| Hassane Bandé        | Burkina Faso | Attaquant         | Prêt                | FC Thoune              | Super League        |

## Compétitions
| Johan Cruyff Shield                 | Eredivisie          | KNVB Cup                              | Ligue des Champions | Ligue Europa                                          |
| ----------------------------------- | ------------------- | ------------------------------------- | ------------------- | ----------------------------------------------------- |
| Finale contre PSV Eindhoven (2 - 0) | 1re place 56 points | Demi-Finale contre FC Utrecht (2 - 0) | Phase des Groupes   | Seizième de Finale contre Getafe CF (0 - 2) - (2 - 1) |
| 1V 0N 0D                            | 18V 2N 5D           | 3V 0N 1D                              | 5V 3N 2D            | 1V 0N 1D                                              |
| TOTAL : 28V 5N 9D                   |                     |                                       |                     |                                                       |

### Championnat

#### Classement
| Rang | Équipe              | Pts | J  | G  | N | P | Bp | Bc | Diff | Qualification ou relégation                                                    |
| ---- | ------------------- | --- | -- | -- | - | - | -- | -- | ---- | ------------------------------------------------------------------------------ |
| 1    | Ajax Amsterdam T S  | 56  | 25 | 18 | 2 | 5 | 68 | 22 | +46  | Qualification pour la troisième tour de la Ligue des champions                 |
| 2    | AZ Alkmaar          | 56  | 25 | 18 | 2 | 5 | 51 | 17 | +34  | Qualification pour la deuxième tour de qualification de la Ligue des champions |
| 3    | Feyenoord Rotterdam | 50  | 25 | 14 | 8 | 3 | 50 | 35 | +15  | Qualification pour le troisième tour de qualification de la Ligue Europa       |
| 4    | PSV Eindhoven       | 49  | 26 | 14 | 7 | 5 | 54 | 28 | +26  | Qualification pour les barrages européens                                      |
| 5    | Willem II           | 44  | 26 | 13 | 5 | 8 | 37 | 34 | +3   | Qualification pour les barrages européens                                      |

1. ↑  Quatre équipes jouent pour une place dans le Deuxième tour de qualification de Ligue Europa 2020-2021.

#### Évolution du classement et des résultats
| Journée  | 1  | 2  | 3   | 4   | 5   | 6   | 7   | 8   | 9   | 10  | 11  | 12  | 13  | 14  | 15  | 16  | 17  | 18  | 19  | 20  | 21  | 22  | 23  | 24  | 25  | 26  | 27 | 28 | 29 | 31 | 30 | 32 | 33 | 34 | Journées en tête |
| -------- | -- | -- | --- | --- | --- | --- | --- | --- | --- | --- | --- | --- | --- | --- | --- | --- | --- | --- | --- | --- | --- | --- | --- | --- | --- | --- | -- | -- | -- | -- | -- | -- | -- | -- | ---------------- |
| Résultat | N  | V  | V   | V   | V   | V   | N   | D   | N   | V   | V   | V   | V   | V   | V   | D   | D   | V   | V   | D   | V   | R   | V   | D   | D   | V   |    |    |    |    |    |    |    |    | —                |
| Rang     | 7e | 3e | 1re | 1re | 1re | 1re | 1re | 1re | 1re | 1re | 1re | 1re | 1re | 1re | 1re | 1re | 1re | 1re | 1re | 1re | 1re | 1re | 1re | 1re | 1re | 1re |    |    |    |    |    |    |    |    |                  |

### Coupe d'Europe

#### Ligue des Champions

##### Phase de Groupes de Ligue des Champions
| Rang | Équipe         | Pts | J | G | N | P | Bp | Bc | Diff |  | Résultats (▼ dom., ► ext.) |     |     |     |     |
| ---- | -------------- | --- | - | - | - | - | -- | -- | ---- |  | -------------------------- | --- | --- | --- | --- |
| 1    | Valence CF     | 11  | 6 | 3 | 2 | 1 | 9  | 7  | +2   |  | Valence CF                 |     | 2-2 | 0-3 | 4-1 |
| 2    | Chelsea FC     | 11  | 6 | 3 | 2 | 1 | 11 | 9  | +2   |  | Chelsea FC                 | 0-1 |     | 4-4 | 2-1 |
| 3    | Ajax Amsterdam | 10  | 6 | 3 | 1 | 2 | 12 | 6  | +6   |  | Ajax Amsterdam             | 0-1 | 0-1 |     | 3-0 |
| 4    | LOSC Lille     | 1   | 6 | 0 | 1 | 5 | 4  | 14 | -10  |  | LOSC Lille                 | 1-1 | 1-2 | 0-2 |     |

## Joueurs et encadrement technique

### Encadrement technique

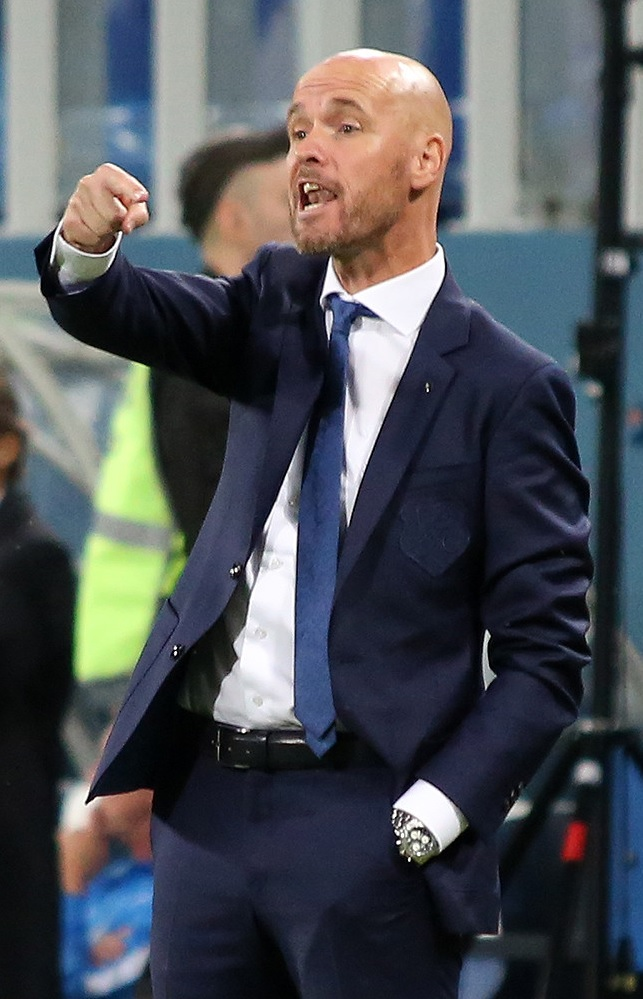
Erik ten Hag dirigeant le FC Utrecht en 2017.

L'équipe de l'Ajax Amsterdam est entraînée par le néerlandais Erik ten Hag. Entraîneur de 50 ans, il commence sa carrière à Go Ahead Eagles en 2012 à 2013. Il suit Pep Guardiola en tant que responsable de l'équipe de réserve du Bayern Munich en 2013 à 2015. Il revient par la suite aux Pays-Bas où il entraîne le FC Utrecht en 2015 à 
2017. Avec cette équipe, il élut le meilleur entraîneur du championnat des Pays-Bas lors de la saison 2015-2016 et l'équipe est aussi finaliste en Coupe des Pays-Bas en 2016. En décembre 2017 (au cours de la saison 2017-2018), il devient l’entraîneur de l'Ajax Amsterdam en remplaçant Marcel Keizer. Pour l'instant, il a remporté avec Ajax Amsterdam : le Championnat des Pays-Bas, la Coupe des Pays-Bas et la Supercoupe des Pays-Bas. Sous sa direction, l'Ajax atteint notamment les demi-finales de la Ligue des champions de l'UEFA 2018-2019 après avoir battu le Real Madrid en huitième et la Juventus en quarts de finale mais ils sont éliminés par Tottenham en démi-finale.

## Statistiques

### Statistiques collectives
| Compétition         | Premier Match    | Dernier Match    | Début               | Termine             | Matches joués | Gagnés | Nuls | Perdus | Buts pour | Buts contre | Différence |
| ------------------- | ---------------- | ---------------- | ------------------- | ------------------- | ------------- | ------ | ---- | ------ | --------- | ----------- | ---------- |
| Eredivisie          | 3 août 2019      | 10 mai 2020      | 1ere Journée        |                     | 25            | 18     | 2    | 5      | 68        | 23          | +45        |
| KNVB Cup            | 18 décembre 2019 | 4 mars 2020      | Second Tour         | Demi-Finale         | 4             | 3      | 0    | 1      | 14        | 5           | +9         |
| Johan Cruyff Schaal | 27 juillet 2019  | -                | Johan Cruyff Schaal | Vainqueur           | 1             | 1      | 0    | 0      | 2         | 0           | +2         |
| Ligue des Champions | 6 août 2019      | 10 décembre 2019 | Troisième Tour      | Phase de Groupes    | 10            | 5      | 3    | 2      | 19        | 9           | +10        |
| Ligue Europa        | 20 février 2020  | 28 février 2020  | Seizièmes de finale | Seizièmes de finale | 2             | 1      | 0    | 1      | 2         | 3           | -1         |
| Total               | -                | -                | -                   | -                   | 41            | 28     | 5    | 9      | 105       | 40          | +66        |

### Buteurs
Inclut uniquement les matches officiels. La liste est classée par numéro de maillot lorsque le total de but est égal.
| R           | No.         | Nat         | Joueurs             | Position    | Eredivisie | KNVB Cup Johan Cruyff Schaal | Ligue des Champions Ligue Europa | Total |
| ----------- | ----------- | ----------- | ------------------- | ----------- | ---------- | ---------------------------- | -------------------------------- | ----- |
| 1           | 10          |             | Dušan Tadić         | Attaquant   | 11         | 2                            | 3                                | 16    |
| 1           | 11          |             | Quincy Promes       | Attaquant   | 12         | 0                            | 4                                | 16    |
| 3           | 6           |             | Donny Van De Beek   | Milieu      | 8          | 0                            | 2                                | 10    |
| 3           | 9           |             | Klaas-Jan Huntelaar | Attaquant   | 9          | 0                            | 1                                | 10    |
| 5           | 22          |             | Hakim Ziyech        | Milieu      | 6          | 0                            | 3                                | 9     |
| 6           | 7           |             | David Neres         | Attaquant   | 6          | 0                            | 0                                | 6     |
| 7           | 31          |             | Nicolás Tagliafico  | Défenseur   | 3          | 0                            | 2                                | 5     |
| 8           | 27          |             | Noa Lang            | Milieu      | 3          | 1                            | 0                                | 4     |
| 8           | 23          |             | Lassina Traoré      | Attaquant   | 2          | 2                            | 0                                | 4     |
| 10          | 15          |             | Siem de Jong        | Milieu      | 0          | 3                            | 0                                | 3     |
| 10          | 29          |             | Ryan Gravenberch    | Milieu      | 2          | 1                            | 0                                | 3     |
| 12          | 4           |             | Edson Álvarez       | Défenseur   | 0          | 0                            | 2                                | 2     |
| 12          | 21          |             | Lisandro Martínez   | Défenseur   | 2          | 0                            | 0                                | 2     |
| 12          | 26          |             | Jurgen Ekkelenkamp  | Milieu      | 1          | 1                            | 0                                | 2     |
| 12          | 28          |             | Sergiño Dest        | Défenseur   | 0          | 2                            | 0                                | 2     |
| 16          | 2           |             | Perr Schuurs        | Défenseur   | 1          | 0                            | 0                                | 1     |
| 16          | 17          |             | Daley Blind         | Défenseur   | 0          | 1                            | 0                                | 1     |
| 16          | 19          |             | Zakaria Labyad      | Milieu      | 1          | 0                            | 0                                | 1     |
| 16          | 25          |             | Kasper Dolberg      | Attaquant   | 0          | 1                            | 0                                | 1     |
| 16          | 37          |             | Naci Ünüvar         | Attaquant   | 0          | 1                            | 0                                | 1     |
| 16          | 47          |             | Danilo              | Attaquant   | 0          | 0                            | 1                                | 1     |
| 16          | 49          |             | Ryan Babel          | Attaquant   | 0          | 1                            | 0                                | 1     |
| Autres Buts | Autres Buts | Autres Buts | Autres Buts         | Autres Buts | 1          | 0                            | 3                                | 4     |
| Totals      | Totals      | Totals      | Totals              | Totals      | 68         | 16                           | 21                               | 105   |

Mise à jour : 8 mars 2020

### Clean sheets
| R.     | No.    | Pos    | Nat                 | Joueurs      | Eredivisie | KNVB Cup Johan Cruyff Schaal | Ligue des Champions Ligue Europa | Total |
| ------ | ------ | ------ | ------------------- | ------------ | ---------- | ---------------------------- | -------------------------------- | ----- |
| 1      | 24     | GK     | Drapeau du Cameroun | André Onana  | 8          | 2                            | 5                                | 15    |
| 2      | 1      | GK     | Drapeau du Portugal | Bruno Varela | 0          | 1                            | 0                                | 1     |
| Totals | Totals | Totals | Totals              | Totals       | 8          | 3                            | 5                                | 16    |

### Discipline
Inclut uniquement les matches officiels. La liste est classée par numéro de maillot lorsque le total des cartons est égal.
| R      | No.    | Nat    | Joueur              | Position       | Eredivisie | Eredivisie                                 | Eredivisie   | Johan Cruyff Schaal KNVB Cup | Johan Cruyff Schaal KNVB Cup               | Johan Cruyff Schaal KNVB Cup | Ligue des Champions Ligue Europa | Ligue des Champions Ligue Europa           | Ligue des Champions Ligue Europa | Total  | Total                                      | Total        |
| R      | No.    | Nat    | Joueur              | Position       | Averti     | Carton jaune · Carton jaune · Carton rouge | Carton rouge | Averti                       | Carton jaune · Carton jaune · Carton rouge | Carton rouge                 | Averti                           | Carton jaune · Carton jaune · Carton rouge | Carton rouge                     | Averti | Carton jaune · Carton jaune · Carton rouge | Carton rouge |
| 1      | 31     |        | Nicolás Tagliafico  | Défenseur      | 6          | 0                                          | 0            | 0                            | 0                                          | 0                            | 4                                | 0                                          | 0                                | 10     | 0                                          | 0            |
| 2      | 21     |        | Lisandro Martínez   | Défenseur      | 3          | 0                                          | 0            | 1                            | 0                                          | 0                            | 5                                | 0                                          | 0                                | 9      | 0                                          | 0            |
| 3      | 3      |        | Joël Veltman        | Défenseur      | 1          | 0                                          | 0            | 1                            | 0                                          | 0                            | 4                                | 1                                          | 0                                | 6      | 1                                          | 0            |
| 4      | 6      |        | Donny van de Beek   | Milieu         | 3          | 0                                          | 0            | 1                            | 0                                          | 0                            | 1                                | 0                                          | 0                                | 5      | 0                                          | 0            |
| 4      | 11     |        | Quincy Promes       | Attaquant      | 3          | 0                                          | 0            | 0                            | 0                                          | 0                            | 2                                | 0                                          | 0                                | 5      | 0                                          | 0            |
| 4      | 17     |        | Daley Blind         | Défenseur      | 2          | 0                                          | 0            | 0                            | 0                                          | 0                            | 3                                | 1                                          | 0                                | 5      | 1                                          | 0            |
| 7      | 4      |        | Edson Álvarez       | Défenseur      | 1          | 0                                          | 0            | 0                            | 0                                          | 0                            | 3                                | 0                                          | 0                                | 4      | 0                                          | 0            |
| 7      | 10     |        | Dušan Tadić         | Attaquant      | 1          | 0                                          | 0            | 0                            | 0                                          | 0                            | 3                                | 0                                          | 0                                | 4      | 0                                          | 0            |
| 7      | 12     |        | Noussair Mazraoui   | Défenseur      | 1          | 0                                          | 0            | 0                            | 0                                          | 0                            | 3                                | 1                                          | 0                                | 4      | 1                                          | 0            |
| 7      | 24     |        | André Onana         | Gardien de but | 0          | 0                                          | 0            | 0                            | 0                                          | 0                            | 4                                | 0                                          | 0                                | 4      | 0                                          | 0            |
| 11     | 8      |        | Carel Eiting        | Milieu         | 1          | 0                                          | 0            | 1                            | 0                                          | 0                            | 1                                | 0                                          | 0                                | 3      | 0                                          | 0            |
| 11     | 9      |        | Klaas-Jan Huntelaar | Attaquant      | 0          | 0                                          | 0            | 2                            | 0                                          | 0                            | 1                                | 0                                          | 0                                | 3      | 0                                          | 0            |
| 11     | 18     |        | Răzvan Marin        | Milieu         | 2          | 0                                          | 0            | 0                            | 0                                          | 0                            | 1                                | 0                                          | 0                                | 3      | 0                                          | 0            |
| 11     | 28     |        | Sergiño Dest        | Défenseur      | 1          | 0                                          | 0            | 1                            | 0                                          | 0                            | 1                                | 0                                          | 0                                | 3      | 0                                          | 0            |
| 11     | 49     |        | Ryan Babel          | Attaquant      | 1          | 0                                          | 0            | 1                            | 0                                          | 0                            | 1                                | 0                                          | 0                                | 3      | 0                                          | 0            |
| 16     | 22     |        | Hakim Ziyech        | Milieu         | 1          | 0                                          | 0            | 0                            | 0                                          | 0                            | 0                                | 0                                          | 0                                | 1      | 0                                          | 0            |
| 16     | 23     |        | Lassina Traoré      | Attaquant      | 1          | 0                                          | 0            | 0                            | 0                                          | 0                            | 0                                | 0                                          | 0                                | 1      | 0                                          | 0            |
| 16     | 27     |        | Noa Lang            | Milieu         | 0          | 0                                          | 0            | 1                            | 0                                          | 0                            | 0                                | 0                                          | 0                                | 1      | 0                                          | 0            |
| 16     | 29     |        | Ryan Gravenberch    | Milieu         | 1          | 0                                          | 0            | 0                            | 0                                          | 0                            | 0                                | 0                                          | 0                                | 1      | 0                                          | 0            |
| 16     | 40     |        | Sontje Hansen       | Attaquant      | 1          | 0                                          | 0            | 0                            | 0                                          | 0                            | 0                                | 0                                          | 0                                | 1      | 0                                          | 0            |
| 16     | 41     |        | Jurriën Timber      | Défenseur      | 1          | 0                                          | 0            | 0                            | 0                                          | 0                            | 0                                | 0                                          | 0                                | 1      | 0                                          | 0            |
| 16     | 47     |        | Danilo              | Attaquant      | 0          | 0                                          | 0            | 0                            | 0                                          | 0                            | 1                                | 0                                          | 0                                | 1      | 0                                          | 0            |
| Totals | Totals | Totals | Totals              | Totals         | 31         | 0                                          | 0            | 9                            | 0                                          | 0                            | 38                               | 3                                          | 0                                | 78     | 3                                          | 0            |

Dernier mise à jour : 8 mars 2020

## Équipe Réserve et Centre de Formation
L'équipe de la Jong Ajax (U21) évolue en Jupiler League, championnat de deuxième division. Son stade est De Toekomst, l'un des centres de formation les plus réputés au monde.
Elle est entraînée actuellement par Mitchell van der Gaag et Winston Bogarde. Exploit sans précédent, elle a remporté en 2017/18 le titre de champions de deuxième division.

### Joueurs du Centre de Formation "Jong Ajax" en prêt
| N° | Nat.                   | Poste | Nom du joueur                                                  |
| -- | ---------------------- | ----- | -------------------------------------------------------------- |
| 44 | Drapeau de l'Allemagne | A     | Nicolas-Gerrit Kühn (Bayern Munich II (jusqu'au 30 juin 2020)) |
|    | Drapeau des Pays-Bas   | D     | Sven Botman (SC Heerenveen (jusqu'au 30 juin 2020))            |
|    | Drapeau de la Norvège  | A     | Dennis Johnsen (PEC Zwolle (jusqu'au 30 juin 2020))            |